# John Christian Rosenlund
John Christian Rosenlund (* 26. Juli 1964) ist ein norwegischer Kameramann, Regisseur und Hochschullehrer.

## Karriere
Obwohl John Christian Rosenlund bereits als Kind mit Super-8-Kameras arbeitete, waren seine ersten Schritte zum Film im Soundbereich. So gründete er bereits im Alter von 15 Jahren sein erstes Soundstudio, das von 1979 bis 1984 bestand. Parallel dazu schauspielerte Rosenlund in unterschiedlichen Theatern und Shows in Stavanger, bevor er 1985 bei der staatlichen Rundfunkanstalt Norsk rikskringkasting (NRK) die Möglichkeit erhielt, sich als Kameraassistent zu betätigen. Dort arbeitete er nicht nur bei Liveübertragungen, sondern hatte auch die Möglichkeit bei Dokumentationen mitzuwirken, sodass er ab 1988 die ersten Schritte bei Kurzfilmen als eigenverantwortlicher Kameramann wagte. Bis er 1998 mit dem norwegischen Drama Schpaaa erstmals bei einem Spielfilm Kameramann war, verblieb Rosenlund beim Kurzfilm. Mit Tomten är far till alla barnen drehte er im darauffolgenden Jahr bereits seine erste schwedische Produktion.
Parallel zu seiner Filmarbeit drehte Rosenlund nach eigenen Angaben etwa 1000 bis 1500 Werbefilme in unterschiedlichsten Ländern wie Deutschland, Polen, Frankreich, Schweden, Dänemark, Belgien und vielen weiteren. Ebenfalls führte er bei einigen dieser Spots Regie und ist in unregelmäßigen Abständen Gastdozent an der Statens Kunstakademi, einer norwegischen Hochschule.
Nachdem mit Philip Øgaard letztmals 1990 ein Kameramann die Aamot-statuette, den höchsten norwegischen Preis für Filmschaffende, gewann, wurde John Christian Rosenlund 2006, unter anderen für seine Entwicklungsarbeit im Bereich Kamera und für sein internationales Renommee, ausgezeichnet.

## Filmografie (Auswahl)
- 1988: S'il vous plait
- 1998: Schpaaa
- 1999: Tomten är far till alla barnen
- 2000: Da jeg traff Jesus... med sprettert
- 2001: Dorn im Auge (Øyenstikker)
- 2002: Kommissar Beck – Die letzte Zeugin (Beck – sista vittnet)
- 2003: One Love
- 2004: Die Farbe der Milch (Ikke naken)
- 2005: Factotum
- 2006: Anderland (Den Brysomme mannen)
- 2007: O’ Horten
- 2008: Troubled Water (DeUSYNLIGE)
- 2012: Escape – Vermächtnis der Wikinger (Flukt)
- 2013: Tausendmal Gute Nacht (Tusen ganger god natt)
- 2014: 1001 Gramm (1001 gram)
- 2015: Saboteure im Eis – Operation Schweres Wasser (Kampen om tungtvannet, Fernsehserie, sechs Folgen)
- 2015: The Wave – Die Todeswelle (Bølgen)
- 2016: The King’s Choice – Angriff auf Norwegen (Kongens nei)
- 2017: The Quake – Das große Beben (Skjelvet)
- 2017: Espen und die Legende vom Bergkönig (Askeladden - I Dovregubbens hall)
- 2021: The Middle Man – Ein Unglück kommt selten allein
- 2021: Utvandrarna
- 2022: Paradise Highway

## Auszeichnungen
Guldbagge
- 2003: Beste Kamera: Kommissar Beck – Die letzte Zeugin (nominiert)

Chlotrudis Awards
- 2010: Bestes visuelles Design: O’ Horten (nominiert)